# 寶雞文理學院
寶雞文理学院（Baoji University of Arts and Sciences）简称“宝文理”、“BUAS”，位於中華人民共和國陝西省寶雞市，是由陕西省人民政府举办的一所高等学校。學校是陜西省“國內一流學科建設高校”、碩士學位授予單位、博士學位授予單位立項建設單位、教育部“本科教學工作水平評估”優秀學校 。

## 历史
學校前身為1958年建立的寶雞大學，1963年停辦，1975年以陝西師範大學寶雞分校名義復辦，1978年12月經國務院批準建立寶雞師範學院，獲首批學士學位授予權。1992年寶雞師範學院和新寶雞大學合併為寶雞文理學院。
2020年5月宝鸡文理学院陕西省植物化学重点实验室与香港科技大学中药研发中心签订了“伙伴实验室合作协议”，以集成资源、促进优势互补。2021年6月宝鸡文理学院AIE研究中心冯海涛博士2篇论文入选ESI（基本科学指标）高被引论文最优秀的前1%之列。现时，宝鸡文理学院与美国安杰洛州立大学（隶属德克萨斯大学系统），波兰华沙大学、华沙理工大学等高校联合开展本科双学位项目；与新加坡南洋理工大学、意大利摩德纳雷焦艾米利亚大学等高校缔结为友好合作院校。
截至2022年4月，学校高新、石鼓、蟠龙三个校区占地2800多亩。

## 院系设置
下设化学化工学院、文学与新闻传播学院、马克思主义学院、政法学院、教育学院、外国语学院、历史文化与旅游学院、经济管理学院、音乐学院、美术学院、数学与信息科学学院、物理与光电技术学院、地理与环境学院、机械工程学院、电子电气工程学院、计算机学院、体育学院等17个二级学院 （页面存档备份，存于）。
学校现时有中国语言文学、化学、地理学、数学、哲学、物理学、教育学、马克思主义理论、机械工程9个一级学科学术型硕士（Research-based；MPhil）学位授权点和教育、机械、旅游管理、艺术、体育、翻译、电子信息、资源与环境、会计9个专业硕士（Mixed Masters、Taught Masters）学位授权点，涵盖62个二级学科（领域）。
有全日制在校研究生、本科生2万余人，其中研究生1000余人。